# Coram (Nova York)
Coram és una concentració de població designada pel cens dels Estats Units a l'estat de Nova York. Segons el cens del 2000 tenia 34.923 habitants.

## Demografia
Segons el cens del 2000, Coram tenia 34.923 habitants, 12.530 habitatges, i 9.121 famílies. La densitat de població era de 977,8 habitants per km².
Dels 12.530 habitatges en un 35,3% hi vivien nens de menys de 18 anys, en un 57,9% hi vivien parelles casades, en un 11,4% dones solteres, i en un 27,2% no eren unitats familiars. En el 21,3% dels habitatges hi vivien persones soles el 6,1% de les quals corresponia a persones de 65 anys o més que vivien soles. El nombre mitjà de persones vivint en cada habitatge era de 2,75 i el nombre mitjà de persones que vivien en cada família era de 3,22.
Per edats la població es repartia de la següent manera: un 25,1% tenia menys de 18 anys, un 7,9% entre 18 i 24, un 33,5% entre 25 i 44, un 24,1% de 45 a 60 i un 9,3% 65 anys o més.
L'edat mediana era de 35 anys. Per cada 100 dones de 18 o més anys hi havia 89,2 homes.
La renda mediana per habitatge era de 61.309 $ i la renda mediana per família de 70.769 $. Els homes tenien una renda mediana de 46.905 $ mentre que les dones 34.545 $. La renda per capita de la població era de 24.597 $. Entorn del 4,1% de les famílies i el 5,6% de la població estaven per davall del llindar de pobresa.